# 氰化镓
氰化镓是一种镓化合物，化学式为Ga(CN)3。它是空气敏感的白色固体，在450 °C下分解。

## 生成和反应
氰化镓由氯化镓和三甲基氰硅烷在75 °C下反应而成：
3 Me3SiCN + GaCl3 → 3 Me3SiCl + Ga(CN)3
四氰合镓(III)酸根离子由Ga(CN)3和氰化鋰或氰化亚铜反应而成。Ga(CN)3也能与吡啶加成，形成Ga(CN)3(NC5H5)2。